# Стадион Асим Ферхатовић Хасе
Стадион Асим Ферхатовић Хасе је стадион у власништву града Сарајева. Некада је био познат као стадион Кошево. Стадион се налази у сарајевској четврти Кошево, а његови главни корисници су ФК Сарајево и фудбалска репрезентација Босне и Херцеговине. До стадиона се налази и помоћни стадион Кошево, који има капацитет од 1.000 места, а користи га локални ФК Кошевско Брдо

## Историја
Стадион је отворен 1952, а реновиран је за потребе Зимских олимпијских игара 1984. и отуда се често назива Олимпијски стадион. Званично, данас стадион носи име по Асиму Ферхатовићу Хасету, фудбалеру ФК Сарајева који се повукао из фудбала 1967. Стадион данас има капацитет од 30.121 места.

### Логор
На стадиону се 1992. године налазио логор за Србе. Средином 1992. године, тадашњи замјеник команданта Специјалне јединице МУП РБиХ (Викићеви специјали) и садашњи припадник МУП-а Федерације БиХ Зоран Чегар, заробио је неколико стотина Срба из Сарајева и затворио их на стадион који се тада звао „Кошево“. Зоран Чегар је пријетио да ће да побије све Србе које је узео за таоце. Срби који су били заточени на стадиону хапшени су по својим становима. Зоран Чегар је захтијевао да размјени заточене Србе за свога оца, сестру и њено дјете који су почетком рата остали на територији Српског Сарајева. Размјена је извршена исте године на Врбања мосту, који је тада био линија разграничења.
14. августа 1992. године око 21 час долазе 3 наоружана униформисана лица по др Милутина Најдановића, сарајевског лекара и професора на Медицинском Факултету у Сарајеву, одводе га на саслушање, а потом до стадиона „Кошево“ где је убијен са више хитаца из ватреног оружја.

## Помоћни стадион Кошево
Помоћни стадион Кошево је фудбалски терен у насељу Кошеву, Сарајево, Федерација Босне и Херцеговине, БиХ. Помоћни је терен стадиона Асим Ферхатовић Хасе. Изграђен је 1947. На њему домаће утакмице игра ФК Кошевско Брдо. И помоћни стадион има травнату подлогу, и 1000 места за седење.